# أليكس موفات
أليكس موفات (بالإنجليزية: Alex Moffat)‏ هو لاعب كرة قدم أمريكية أمريكي، ولد في 22 سبتمبر 1862 في برينستون في الولايات المتحدة، وتوفي في 23 فبراير 1914 في نيويورك في الولايات المتحدة.

## أقرأ أيضا
- أليكس لويس
- أليكس لينكولن
- أليكس ماجي
- أليكس ماك
- أليكس مورتنسن